# Octomeria gehrtii
Octomeria gehrtii là một loài lan đặc hữu của Brasil (São Paulo to Paraná).